# HΛL
HΛL은 일본의 음악 그룹이다. 주로 가수와 아티스트 곡의 작곡, 편곡, 사운드 프로듀스를 담당하는 다른 애니메이션 · 게임의 주제가나 BGM 등을 다루는 사운드 크리에이터팀이다. 유한 회사 넛츠 대표 이사 사장 우메자키 토시하루를 중심으로 회원이나 형태는 여러 번 변화하고 있다. 현재는 우메자키의 솔로 명의로도 사용되고 있다.